# Ephydrella macquriensis
Ephydrella macquriensis är en tvåvingeart som först beskrevs av Womersley 1937.  Ephydrella macquriensis ingår i släktet Ephydrella och familjen vattenflugor. Inga underarter finns listade i Catalogue of Life.